# ディエゴ・アラトリステ・イ・テノーリオ
ディエゴ・アラトリステ・イ・テノーリオ(Diego Alatriste y Tenorio, 1582?-1644)は、20世紀末から21世紀初頭のスペインを代表する作家、アルトゥーロ・ペレス＝レベルテの小説「アラトリステ隊長の冒険」シリーズに登場する架空の剣士・傭兵である。以下、本項では小説におけるアラトリステについて紹介する。2006年製作の映画「アラトリステ」におけるディエゴ・アラトリステ・イ・テノーリオの経歴は小説版とは異なる。

## 経歴

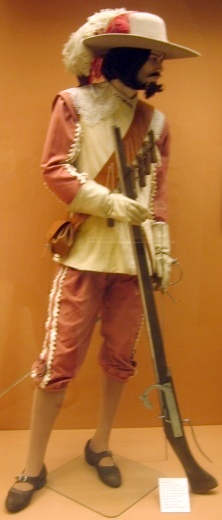
17世紀のマスケット銃兵

1582年頃、スペインのレオン地方（Región de León）、現在のカスティーリャ・イ・レオン州、レオンに生まれる。
郷士の次男として生まれたディエゴは13歳の時に家を出ると、年齢を偽って傭兵となり、オーストリア大公アルブレヒト7世に従ってネーデルラントに赴いたとされる。1609年、バレンシアでイスラム教徒の反乱鎮圧に参加した後、ナポリに渡ってナポリ駐留のスペイン艦隊の海兵隊兵士となる。1613年にはコンスタンティノポリスで乗り込んでいたガレー船が拿捕され、オスマン帝国軍の捕虜となるが、同年のうちに解放され、1615年まで引き続きスペイン艦隊に参加する。この間、ケルケナ諸島でオスマン帝国軍と戦った際、後に彼の庇護者となるグアダルメディーナ伯爵家の跡取り息子、アルバロ・デ・ラ・マルカの命を救う。
1615年にナポリで痴話喧嘩から傷害事件を引き起こし、スペイン本国に逃亡。しばらくの間セビージャの大聖堂に潜伏し、暗殺代行で糊口を凌ぐ。この時、セビージャの裏社会に人脈を広げる。
その後、再びネーデルラントに向かってそこで傭兵となり、三十年戦争に皇帝軍として参加する。1620年の白山の戦いで華々しい手柄を立てるも、1622年のフルーリュスの戦いで負傷しマドリードに行く。この時、イニゴ・バルボアを引き取って従者とする。
1624年、イングランドの皇太子チャールズ（後のチャールズ1世）とバッキンガム侯爵（ジョージ・ヴィリヤーズ、作中で公爵となる）のマドリード訪問に伴うスペイン宮廷の陰謀に巻き込まれる（『アラトリステ』）。その後、従者のイニゴ・バルボアがスペイン異端審問所に拘留される事件が起き（『アラトリステ2：異教の血』）、ほとぼりを冷ます為に三度ネーデルラントに渡ってアンブロジオ・スピノラ麾下のスペイン陸軍に入隊。カルタヘナ歩兵連隊のカルメロ・ブラガド中隊に所属してブレダ攻城戦に参加する（『アラトリステ3：ブレダの太陽』)。
その後、1626年にカディス経由でスペインに帰還。セビージャとサンルーカル・デ・バラメーダを舞台としたアメリカ大陸の金塊の密輸事件の摘発に協力する（『アラトリステ4：帝国の黄金』)。マドリードに戻ったアラトリステは暗殺代行の仕事を再開するが、当時スペイン演劇界の寵児であったティルソ・デ・モリーナの新作演劇の主演女優マリア・デ・カストロを巡ってスペイン王フェリペ4世と争うことになる（『アラトリステ5：黄衣の貴人』）。
1627年、独立して正式にスペイン軍に入隊したイニゴとともにナポリに赴き、新造されたガレー船ムラタに搭乗。地中海各地を転戦する(Alatriste6: Corsarios de Levante)。
1630年代前半までマドリードに留まるが、1634年のネルトリンゲンの戦いにはイニゴとともに参加したとされる。数々の冒険を重ねた後、1644年、再びカルタヘナ歩兵連隊に加わってロクロワの戦いで戦死（イニゴによれば「立ったままで息絶えていた」とされる）。

## 人物像

アンブロジオ・スピノラ麾下のスペイン陸軍が1621年に使用した軍旗。3巻『ブレダの太陽』クライマックスで登場。

当時のマドリードでも最高の剣士の一人という設定である。また冷静沈着な人物であり、しかも怒れば怒るほど冷静さが増して、微笑を浮かべながら相手をなぶり殺しにするとされている。武器として愛用しているのは当時一般的であったレイピアとマンゴーシュであるが、本格的な白兵戦闘の際には更に水牛の革で出来た革鎧を装着し、1丁あるいは2丁のピストルを装備する。ちなみにブレダ攻城戦に参加した際にはマスケット銃兵としてテルシオの翼部で戦った。
隊長のあだ名があるが、軍隊で正式に役職に就いたことは無い（上官から推挙されたことは何度かあるが、いずれも辞退した）。ただし指揮官が戦死した部隊を成り行きで指揮したことは数度ある。またセビージャのヤクザ者たちを集めた不正規の傭兵団を指揮して、敵のガレオンを制圧したこともある。
非常に寡黙な人物で、しかも極めつきの臍曲がりであるが、実は女たらしである。また傭兵には珍しくかなりの教養があり、ロペ・デ・ベガやフランシスコ・デ・ケベード、ペドロ・カルデロン・デ・ラ・バルカら当時のスペインきっての知識人たちと親しく交流していた。

## 備考
- 主人公の名字は1844年にホセ・ソリージャが書いた戯曲「ドン・ファン・テノーリオ」と、著者のメキシコ人の友人の名前を合わせたもの。
- アラトリステの出身地をレオンとする設定は、「アラトリステ」シリーズが映画化された際にアラトリステ役を演じた俳優ヴィゴ・モーテンセンが著者レベルテに提案したもの。

## 注
1. ↑  各言語版の単行本6巻5章参照のこと